# 포켓몬스터 크리스탈
《포켓몬스터 크리스탈》(일본어: ポケットモンスター クリスタル)은 게임프리크가 제작하고 닌텐도에서 발매한 《포켓몬스터 시리즈》 게임이다. 《포켓몬스터 금·은》에 새로운 요소를 추가한 버전으로, 일본에서 2000년 12월 14일, 북미에서 2001년 7월 29일, 그리고 유럽에서는 2001년 11월 1일 발매하였다.

## 게임플레이
《포켓몬스터 크리스탈》의 줄거리와 게임플레이는 《금·은》과 대부분이 유사하며, 전작에 없었던 새로운 요소가 몇가지 추가되었다. 이전 작품들에서는 오직 남자 캐릭터만 플레이할 수 있었던 반면, 이 게임은 처음으로 플레이어가 주인공 캐릭터의 성별을 선택할 수 있게 하였다. 포켓몬의 그래픽에는 애니메이션이 추가되었다. 예를 들어 브케인은 대결에 돌입하면 등에서 불꽃을 뿜는다. 이 요소는 후속작인 《포켓몬스터 루비·사파이어》와 《포켓몬스터 파이어레드·리프그린》에서 삭제되었으나, 이후의 모든 후속작에서 다시 등장하였다. 또한, 게임의 커버를 장식한 전설의 포켓몬 스이쿤을 뒤쫓는 이야기, 안농의 진실을 파헤치는 이야기와 같은 새로운 보조 줄거리가 추가되었다. 게임의 가장 큰 추가 요소는 플레이어가 포켓몬 스타디움과 같은 대결에 참여할 수 있도록 만들어진 배틀 타워이다. 일본 발매판에서는 플레이어가 휴대 전화를 통해 접속할 수 있는 모바일 시스템도 추가되었다.

## 평가
《포켓몬스터 크리스탈》은 비평가들에게 꽤 좋은 평가를 받았으며, 게임랭킹스에서는 총 80%의 집계 점수를 얻었다. 그러나 대부분의 평가에서는 《포켓몬스터 금·은》 이외에 추가된 새로운 요소와 특징들이 의미있을 정도로 충분하지 않다는 의견이 많았다. IGN의 크레이그 해리스는 이 게임에 "눈에 띄는" 등급인 10점 만점에 9점을 주면서 다음과 같이 말하였다. "이 마지막(이길 바라는) 게임보이 컬러판은 정확히 말해 자신이 이전 게임을 구매한 10억 명의 게이머 중 한 명이 아닐 때 구입하는 것이며, 디자인과 그래픽에 약간의 업데이트가 더해진 버전이다. 그러나 이러한 특징은 이미 이전 게임을 한 개, 혹은 두 개 소유한 사람들에게 "반드시 사야하는" 것으로 만들기에는 충분치 않다." 일본 잡지 《패미통》에서는 게임에 40점 만점에 34점의 점수를 매겼다.